# Lynden Pindling
Pour les articles homonymes, voir Pindling.
Sir Lynden Pindling (22 mars 1930, Nassau - 26 août 2000, Nassau) est un homme d'État bahaméen. Il est généralement considéré comme le « Père de la Nation » des Bahamas, dont il a dirigé le gouvernement sans interruption de 1967 à 1992 et guidé le pays vers l’indépendance en 1973. Il a été chef du Parti libéral progressiste (PLP) de 1965 à 1997 quand il s'est retiré de la vie publique. Il a également été membre du Conseil privé de la reine et anobli en 1983. Il a aussi dû faire face à de récurrentes accusations de corruptions et de protection de trafiquants internationaux de cocaïne dans les années 1980.

## Biographie
Lynden Oscar Pindling est né à Nassau le 22 mars 1930 d'un père émigré jamaïcain devenu policier. Il fait ses études au Bahamas Government High School puis devient employé dans le service postal, mais finalement décide de partir au King's College de Londres pour suivre des études de Droit. Il rejoint en 1953 le barreau à Middle Temple avant de retourner aux Bahamas. Cette même année, il devient le conseiller juridique du Parti libéral progressiste nouvellement fondé dans le but de défendre les intérêts de la majorité noire du pays.
En 1956, il est élu pour la première fois au Parlement des Bahamas où il défend la mise en place du suffrage universel. Il finit par l'obtenir pour les hommes en 1962, mais à la surprise de beaucoup, c'est le Parti bahamien uni de Roland Symonette qui gagne les élections et se maintient au pouvoir. La crise engendrée par la défaite mène Lynden Pindling à la tête du parti. Son charisme qui le fait surnommer le « Moïse Noir », le suffrage universel et les accusations de corruption contre Roland Symonette font que le Parti libéral progressiste remporte les élections de 1967 et Lynden Pindling devient Premier of The Bahama Islands.
Il continue à réclamer l'indépendance, cependant, il noue rapidement des liens solides avec les milieux d'affaire de son pays, comme des États-Unis, en mettant en avant l'industrie du tourisme et particulièrement du jeu et des casinos pour développer le pays. Il finit par obtenir l'indépendance en 1973 et reste à la tête du gouvernement en gagnant toutes les élections entre 1967 et 1987.
Dans les années 1980, il est de plus en plus critiqué pour son autoritarisme, au point que certains quittent le Parti libéral progressiste pour former le Mouvement national libre avec le reste du Parti bahamien uni. De plus, des accusations de participation au trafic international de drogues touchent des proches de Lynden Pindling. Le gouvernement des États-Unis fait alors pression pour qu'il participe davantage à la répression du trafic de drogue et que le secteur financier florissant et opaque des Bahamas soit nettoyé. Lynden Pindling mobilise la population noire et joue la carte nationaliste pour protéger ses intérêts et ce qu'il estime être ceux de son pays, mais la récession que connaît le pays au début des années 90 finit par avoir raison de son pouvoir et il perd les élections de 1992 face au Mouvement national libre dirigé par Hubert Ingraham. Lynden Pindling reconnaît sa défaite par ces mots : « le peuple de cette grande petite démocratie a parlé de la manière la plus digne et la plus éloquente (et) la voix du peuple est la voix de Dieu ».
Lynden Pindling devient alors le chef de l'opposition au Parlement et surveille particulièrement l'avancée des enquêtes le concernant. Il abandonne la vie publique en 1997, mais son charisme en fait une figure particulièrement écoutée aux Bahamas jusqu'à sa mort le 26 août 2000.